# Зелёный (фестиваль)
Фестива́ль «Зелёный» — семейный фестиваль в городе Красноярске. Проходит при поддержке Администрации города Красноярска. Место проведения: остров Татышев. Организатор фестиваля — медиагруппа Прима.
Первый фестиваль прошел 14 августа 2010 года.
В первую очередь фестиваль предназначен для семей и проводится в формате общегородского пикника. На фестивале представлено более 50 интерактивных площадок: хэнд-мейд рынок, контактный зоопарк, площадки защитников животных, школы йоги, студии капоэйры, арбалетный тир, гольф-клуб, гигантский твистер и ещё много других развлечений.
В 2012 году фестиваль посетили около 40 000 человек. В 2013 году фестиваль посетили 50 000 человек. В 2014 году фестиваль посетили более 60 000 человек. В 2015 году фестиваль посетили 70 000 человек, было проведено 10 музыкальных концертов.
С 2020 года фестиваль не проводится.